# Eogyrinus attheyi
Eogyrinus attheyi è un tetrapode estinto, appartenente agli embolomeri. Visse nel Carbonifero superiore (circa 315 - 312 milioni di anni fa) e i suoi resti fossili sono stati ritrovati in Europa. Era probabilmente uno dei più grandi tetrapodi del Carbonifero.

## Descrizione
Questo animale è noto per resti incompleti, sufficienti tuttavia a ricostruirne l'aspetto. Eogyrinus doveva essere un grande animale, lungo anche 4,5 metri e pesante forse mezza tonnellata. Il cranio era di grosse dimensioni, con orbite ovoidali e un muso ristretto anteriormente. In generale, la volta cranica era simile a quella di altri embolomeri arcaici come Palaeoherpeton, ma sopra la narice non esisteva alcun osso tettale anteriore. Il palato era tipicamente da antracosauro, con vomeri privi di denti e un paio di zanne su ogni osso palatino ed ectopterigoide. Su quest'ultimo osso erano inoltre presenti ulteriori piccoli denti aguzzi. Le ossa pterigoidi discendevano al di sotto della linea delle fauci, come in Palaeoherpeton. La volta cranica e il palato erano uniti solo debolmente; erano presenti staffe massicce, ed era ancora presente l'anocleitro, un osso "relitto" (membro della serie sopracleitrale dei pesci) piccolo e ovale, che si articolava con il cleitro e presente anche in altri tetrapodi arcaici. 
Lo scheletro postcranico è poco conosciuto, e include gran parte di una colonna vertebrale, un femore e probabilmente un'interclavicola. Scaglie ventrali isolate e di grosse dimensioni probabilmente appartengono a questa specie. 
Le vertebre del tronco erano tipicamente embolomere, con pleurocentri a forma di disco, saldamente attaccati da ampie faccette articolari a sottili archi neurali e intercentri ancora più sottili. La variazione regionale della colonna riguarda i processi traversi, che diminuiscono in dimensione posteriormente, e la separazione delle due teste di ciascuna costola. Le costole del tronco erano di lunghezza decrescente verso la parte posteriore dell'animale.
Eogyrinus possedeva un tipico osso sacro dei tetrapodi arcaici, con una caratteristica costola sacrale. Le prime vertebre caudali erano dotate di costole di forma insolita. Il quinto intercentro caudale possedeva il primo e più grande arco emale, e il pleurocentro del settimo caudale si distingueva per marcate tacche muscolari, presumibilmente per i muscoli caudofemorali.
Dal raffronto con altri animali simili quali Pholiderpeton, Pteroplax e Neopteroplax, si suppone che Eogyrinus fosse dotato di un corpo allungato, di una coda allungata e appiattita lateralmente e di zampe corte e piuttosto deboli.

## Classificazione
Eogyrinus attheyi venne descritto per la prima volta nel 1926 da D. M. S. Watson, sulla base di resti fossili ritrovati nei pressi di Newsham in Northumberland (Regno Unito). Altri fossili sono stati ritrovati successivamente nel Lanarkshire e nello Staffordshire. 
Eogyrinus era un rappresentante degli embolomeri, un gruppo di rettiliomorfi antracosauri dalle abitudini acquatiche; tra questi, Eogyrinus era probabilmente il più grande ed è il genere eponimo della famiglia Eogyrinidae, comprendente anche i già citati Pholiderpeton, Palaeoherpeton, Neopteroplax e Pteroplax ma anche Calligenethlon, Diplovertebron e Leptophractus. Studi più recenti hanno indicato che Eogyrinus, Pteroplax e Pholiderpeton potrebbero a tutti gli effetti rappresentare un unico genere (Clack, 1987).